# Erginos
Pour les articles homonymes, voir Erginos (homonymie).
Dans la mythologie grecque, Erginos (en grec ancien Ἐργῖνος) est le roi des Minyens d'Orchomène en Béotie.
Son père, Clyménos, fut tué par les Thébains et fit jurer à Erginos de le venger. Erginos leva une armée contre Thèbes, dont le roi était Créon, et remporta cette victoire. En guise de récompense, il prit les armes et les armures des Thébains et les força à payer un tribut annuel de cent bœufs pendant vingt ans. Erginos envoya ses hommes à Thèbes afin de percevoir le tribut. Mais Héraclès, alors âgé de 18 ans, qui venait de tuer le lion du mont Cithéron, les rencontra : il leur coupa les oreilles et le nez, qu'il leur suspendit au cou, et renvoya ainsi ces messagers à leur maître. En représailles, Erginos s'empressa d'attaquer Thèbes, qu'Héraclès rejoignit. Armé par Athéna et soutenu par les Thébains, Héraclès le battit et dévasta même son territoire.
Cependant, Amphitryon, le beau-père d'Héraclès, fut tué dans cette bataille. Héraclès imposa alors à Orchomène un tribut annuel de deux cents têtes de bétail pour se venger. La fortune d'Erginos fut tellement réduite qu'il atteignit l'âge de la vieillesse sans s'être jamais marié. Pour remédier à cette situation, il consulta l'oracle de Delphes, qui lui conseilla de mettre une lame neuve au soc de sa charrue. Aussi, il prit une femme jeune qui lui donna deux fils, Trophonios et Agamède.